# Vlagyimiri terület
A Vlagyimiri terület (oroszul: Владимирская область / magyarul: Vlagyimirszkaja oblaszty) 
az Oroszországi Föderációt alkotó jogalanyok egyike (szubjekt), önálló közigazgatási egység, a Központi Körzethez tartozik. A Kelet-európai-síkság középső, a Volga és az Oka folyók közötti vidékén fekszik.
A Moszkvai, a Jaroszlavli, az Ivanovói, a Rjazanyi és a Nyizsnyij Novgorod-i területtel határos. Közigazgatási központja Vlagyimir, Moszkvától mindössze 190 km-re.
Területe 29 400 km²; lakossága 1 487 200 fő (2005), népsűrűsége 51,3 fő/km². 
A városi lakosság aránya: 78,5% (2005).

## Természetföldrajz

### Domborzat
Alapvetően sík vidék, legmagasabb pontja 236 m. Északnyugaton a Szmolenszk-moszkvai-hátság nyúlványai 200 m-nél valamivel magasabb dombságot alkotnak. Dél, délnyugat felé a vidék egyre laposabb: a Kirzsacs és Nyerl folyók köze eróziós, vízmosásokkal szabdalt, agyagos talajú síkság  („Vlagyimiri opolje”, 170–200 m). Délen önálló tájegységet képez a Moszkvai és a Rjazanyi területre is kiterjedő lápvidék, a Mescsorai-alföld. A keleti részeken, a Kljazma folyó alsó szakasza és az Oka bal partja között alacsony mészkőplató húzódik; a két folyó völgye homokos ártéri vidék.
Jelentősebb ásványi kincsekkel a terület nem rendelkezik. Említésre méltó a mészkő, az agyag, a kvarchomok, valamint több nagy kiterjedésű tőzegtelep.

### Vízrajz

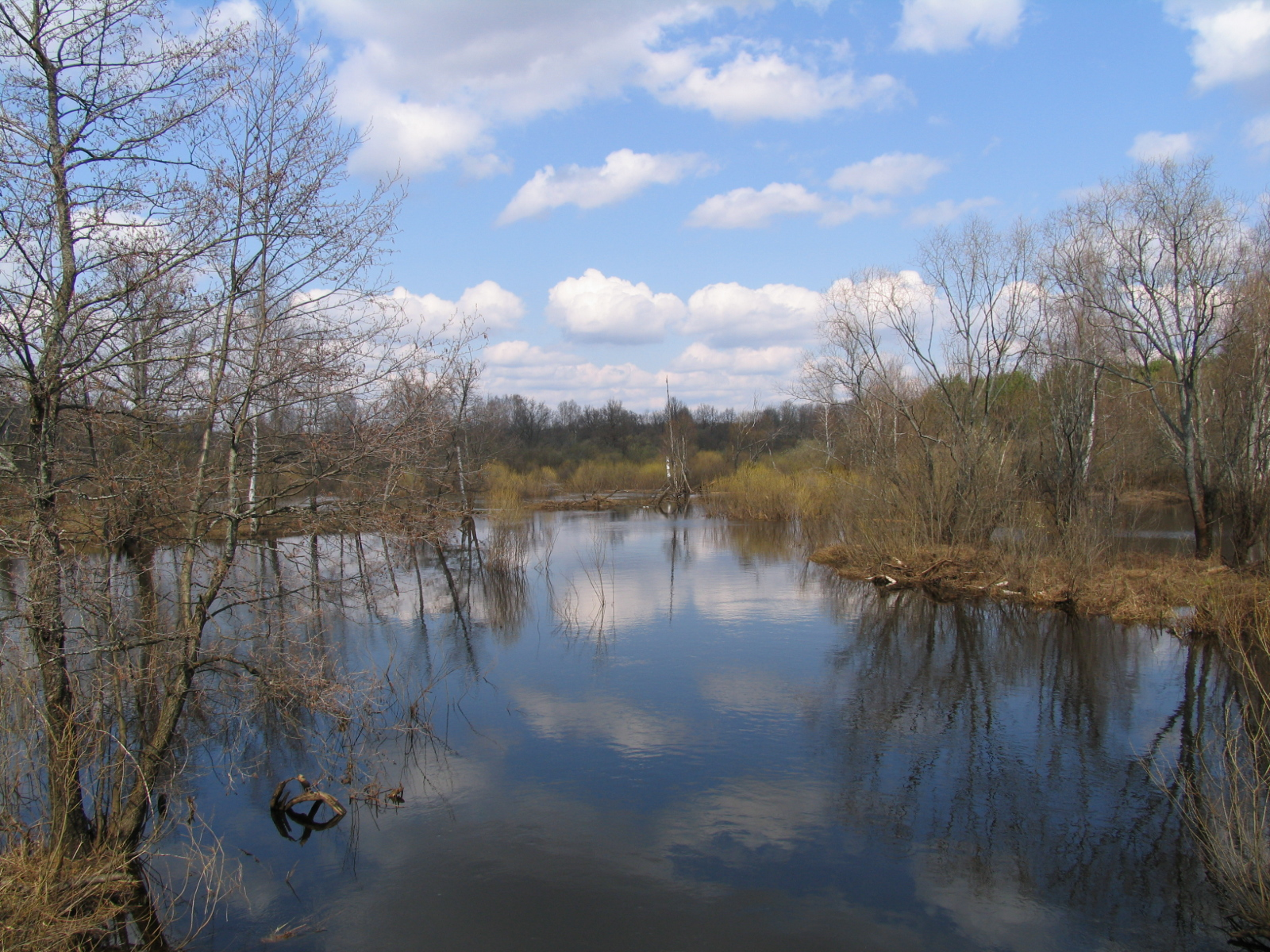
Mescsora-alföldi táj

Az egész terület a Volga vízgyűjtőjéhez tartozik. Keleten hosszú szakaszon természetes határt képez az Oka. Másik jelentős folyója, a Kljazma nyugat–keleti irányban halad, közben több kisebb, északról érkező folyót vesz fel. Itteni bal oldali mellékfolyói a Kirzsacs, a Peksa, a Koloksa, a Nyerl, az Uvogy, a Luh – mind ebben a körzetben ömlik a Kljazmába. Az Oka itteni bal oldali mellékfolyói a Gusz és az Usna, valamint maga a Kljazma, mely a terület keleti határán torkollik az Okába.
A Mescsorai-alföld lápvidékén elszórtan számtalan sekély kis tó található. Köztük viszonylag jelentősebbek a Guzsevszki-tavak.

### Éghajlat
Éghajlata mérsékelten kontinentális. Leghidegebb hónap a január, középhőmérséklete −11 °C, a július középhőmérséklet 18–19 °C, a tenyészidő 170 nap. A csapadék évi mennyisége átlagosan 500 mm.

### Növény- és állatvilág
A terület a tajga-övezet déli részén terül el, mintegy 42%-át erdő, főleg vegyes erdő foglalja el.
Uralkodó fafajták az erdeifenyő és a nyír, kisebb részben a nyár és a lucfenyő. A mocsaras Mescsorai-alföld több mint 50%-át erdő, láperdő borítja, ezen kívül a síkvidéki lápok jellemző növénytársulásai: zsombékos és tőzegmohás láprétek, hínár, sás, nád, mohák, páfrányok jellemzik. A nagyobb folyók völgyében füves ártéri rétek húzódnak.
Az állatvilágot jávorszarvas, ritkábban farkas, hiúz, gyakrabban vaddisznó, vörös róka, erdei nyest, mezei nyúl stb. képviseli. A madarak között sok a nyírfajd, a süketfajd, a császármadár, és gyakoriak a különféle vadkacsák.

### Természetvédelem
A „Mescsora” Nemzeti Park a terület délkeleti részén, a Gusz-Hrusztalnij járásban található. Területe közel 120 000 ha, de ennek valójában csak 60%-a védett. Nyugaton a Moszkvai terület határolja, délen a Rjazanyi területen hasonló nemzeti parkot alakítottak ki. Céljuk a Mescsorai-alföld jellegzetes élővilágának védelme, a biológiai sokféleség fenntartása.

## Történelem

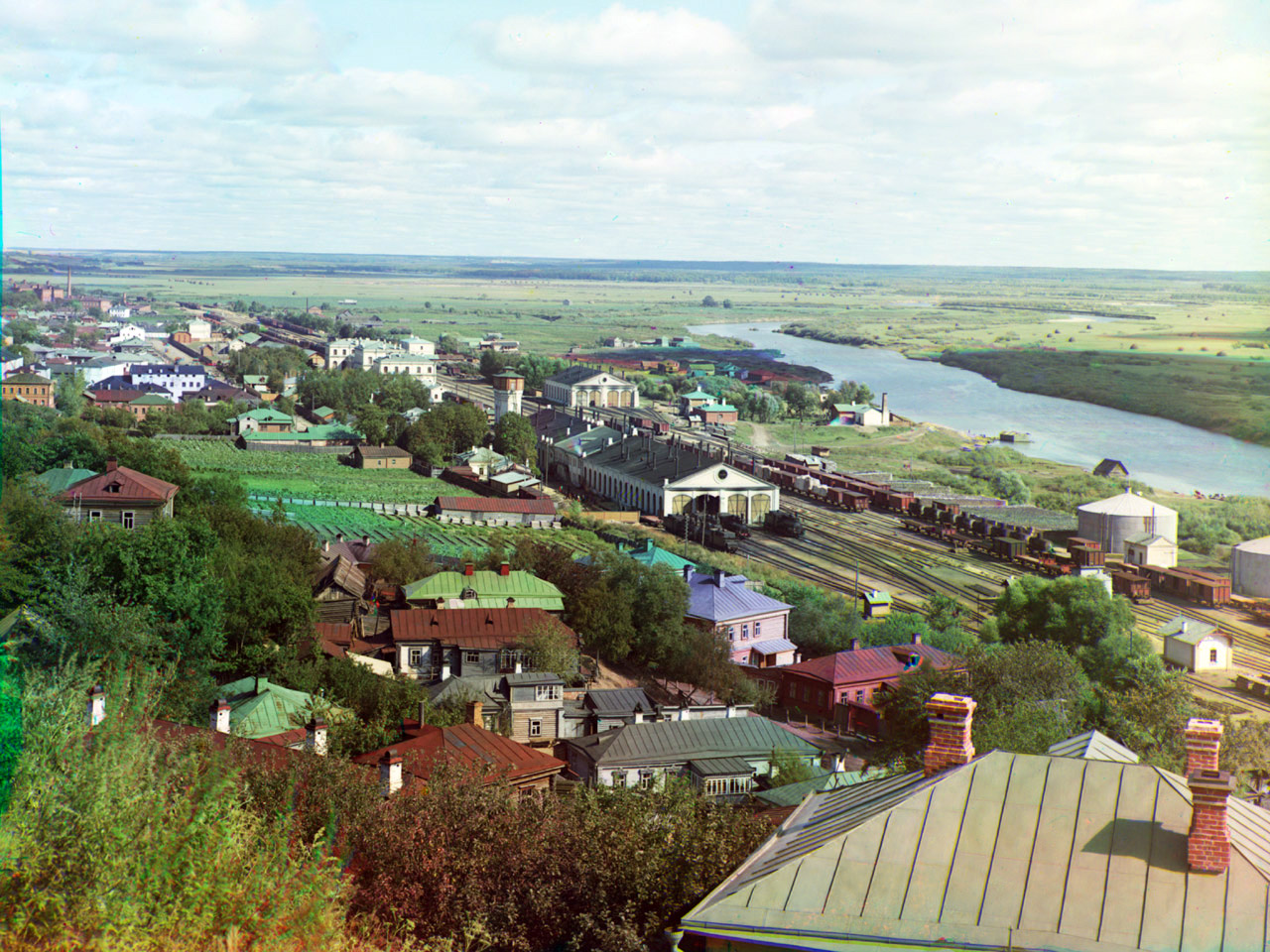
Vlagyimir város vasútállomása és a Kljazma folyó 1911-ben. Szergej Mihajlovics Prokudin-Gorszki felvétele

A vidék őslakossága, a finnugor merja és muroma népcsoport a történelem során teljesen eltűnt, emléke néhány földrajzi névben őrződött meg, például Murom város vagy a Gusz-folyó nevében (a finnugor kúszi jelentése: „fenyő”). A 10. században már szlávok uralták a környéket, Murom település első írásos említése 862-ből való. Vlagyimir erődjét (kreml) a névadó, Vlagyimir Monomah fejedelem alapította 1108-ban.
A következő évszázadban, Andrej Bogoljubszkij fejedelem idején a Rosztov-Szuzdali (később: Vlagyimir-Szuzdali) fejedelemség  székhelye lett. Bár a vidéket a 13. század közepén a mongol-tatár csapatok végigpusztították, a fejedelemség az orosz földek központja, legerősebb hatalma maradt. Fényét tovább növelte, hogy az orosz egyházfő (metropolita) Kijevből Vlagyimirba helyezte át székhelyét, így a város nemcsak világi, hanem egyházi központ is lett. A 14. század második felétől, Moszkva megerősödésével a fejedelemség fokozatosan elvesztette központi szerepét. Egykori gazdagsága, kulturális virágzásának bizonyságai a vidék részben máig fennmaradt templomai, építészeti emlékei.
A 15. század közepén a mordvinok egykori ősi földjén, a Mescsora területén jött létre a Kaszimovi Kánság, mely egy évszázadon át jelentős hatalmat képviselt, később beolvadt az orosz államba. A 17. században jelentek meg a  környék első textilmanufaktúrái (Murom, Vjaznyiki), üvegkészítő manufaktúrái (Gusz-Hrusztalnij) és vashámorai (Melenki tájékán).
1796-ban, a mainál nagyobb területen megalakították a Vlagyimiri kormányzóságot, mely 1918-ig Ivanovo városát és vidékét is magában foglalta és 1929-ig állt fenn. Ezután a térség az Ivanovói terület része volt, a Vlagyimiri terület ebből szakadt ki 1944. augusztus 14-én.

## Gazdaság

### Ipar
A Központi Gazdasági Körzet egyik legfejlettebb gazdasággal rendelkező területe. Jellemzője az átlagnál fejlettebb technológiák széles körű alkalmazása és a felsőfokú szakképzettséggel rendelkező munkaerő. Az iparvállalatok nagyrészt a sűrűbben lakott északi vidékeken találhatók. Meghatározó iparágak: gépgyártás, fémfeldolgozás – ezen belül nehézgépgyártás (traktorok és alkatrészeik, exkavátorok, szerszámgépek),  elektromos és orvosi készülékek, motorkerékpárok gyártása; textilipar, – elsősorban pamutipar, – vegyi- és üvegipar. Országos hírű a helyi népművészeti és háziipar (szőttesek, festett és lakkozott miniatűr díszdobozok). A legfontosabb ipari városok, illetve vállalatok:
- Vlagyimir: traktorgyár – a város egyik legnagyobb és leghíresebb vállalata; precíziós készülékek gyára („Technika”); műszergyártás („Avtopribor”); távközlési berendezések („Elektropribor”); vegyészeti gyár (műanyagok); textilkombinát („Vlagyimir-len”).
- Kovrov: jelentős hadiipari központ, ahol részben polgári célú termelésre álltak át: Gyegtyarjovról elnevezett gyárában haditechnikai felszerelések mellett motorkerékpárt, szerszámgépeket is készítenek; a lőfegyverekkel, rakétákkal foglalkozó mechanikai gyár termékskáláját többek között napelemekkel, hegesztőkészülékekkel egészítette ki; az elektromechanikai gyárban robotokat fejlesztenek ki a hadiipar és az űrhajózás számára.
- Murom: általános gépgyár („Murommas-zavod”): dízelmozdonyok és vasúti váltók gyára; mérőműszerek gyártása.
- Alekszandrovka: rádió- és televíziókészülékek gyára.
- Kolcsugino: színesfémhengermű, rézhuzalok gyártása.
- Gusz-Hrusztalnij: az 1756-ban alapított üvegkristályüzem hagyományos dísztárgyai több világkiállításon is érmeket nyertek; síküveggyár.
- Kirzsacs: korábbi textilipari kombinátját az 1990-es években felszámolták. Az utóbbi években török befektetők hűtőgép- és mosógépgyártó üzemet létesítettek.
- Raduzsnij zárt város (korábbi nevén: Vlagyimir-30): lézerfegyverek tudományos kutató- és kísérleti központja.

### Mezőgazdaság
Kiemelt ágazat az állattenyésztés; elsősorban a szarvasmarha-tenyésztés, ezt követi nagyságrendben a baromfitenyésztés. Jurjev-Polszkij környéke a vlagyimiri igásló tenyésztéséről híres.
A művelés alá vont földek az összterület 38%-át foglalják el, legnagyobb részük a középső vidékeken (Vlagyimiri opolje) található. A szántóföldi növénytermesztésben a gabonafélék (búza , rozs, árpa) vetésterülete jóval kisebb, mint a takarmánynövényeké; köztük a (zab)é. Ehhez képest a zöldségfélék és a burgonya termesztése erősen háttérbe szorul. Az ipari növények közül kiemelt jelentőségű a helyi textilipar alapanyaga, a len.

### Közlekedés

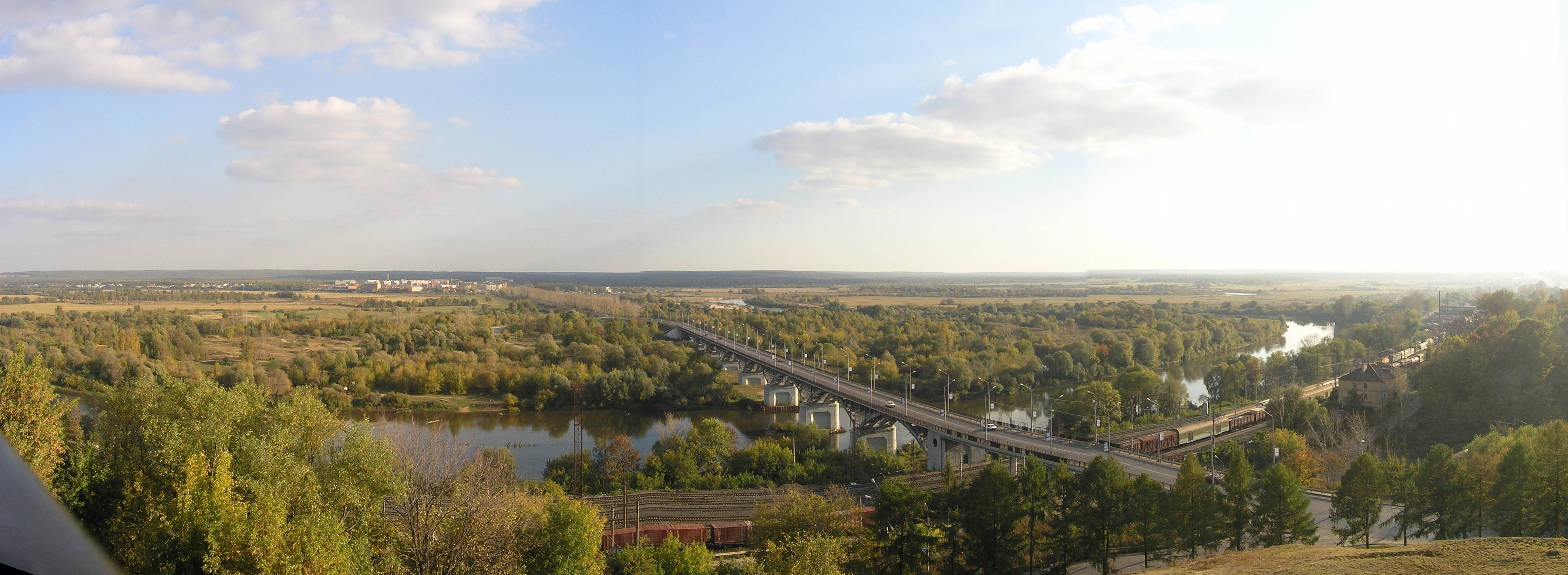
Híd a Kljazma-folyón, Vlagyimir környékén

Helyi viszonylatban különösen fejlett az út- és vasúti hálózat. Moszkva felől két országos jelentőségű vasúti fővonal: a Moszkva–Vlagyimir–Nyizsnyij Novgorod–Perm és a Moszkva–Murom–Kazany–Jekatyerinburg, valamint a Moszkva–Urál autóút szeli át nyugat–keleti irányban az egész területet. Központi fekvése miatt a szomszédos északi és déli területekkel (Ivanovo, illetve Rjazany felé) is kedvező a vasúti összeköttetés, szerepe mind a személy-, mind a teherszállításban jelentős. A folyami teherszállításban az Okának kiemelt szerepe van, mivel a Volgán keresztül kapcsolatot létesít az európai országrész északi és déli vidékeivel. Az Okán az itteni legfontosabb kikötő Murom; ennek hídján vezet keresztül Kazán felé a már említett vasúti fővonal is. A Kljazma alsó szakasza szintén hajózható, legfontosabb kikötői: Vlagyimir, Vjaznyiki és valamivel a torkolat előtt Gorohovec.

## Népesség
A lakossága összlétszáma 1 487 200 fő (2005), ebből a városban lakók aránya 78,5%. A népsűrűség 51,3 fő/km².
Nemzetiségi összetétel a 2002-es népszámlálási adatok szerint (ezer fő): oroszok – 1443,9; ukránok – 16,8; tatárok – 8,7; beloruszok – 5,7; örmények – 5,0. Ötezer fő alatt, többek között: azeriek, mordvinok, csuvasok, cigányok, moldávok, németek, grúzok, marik.

### Települések

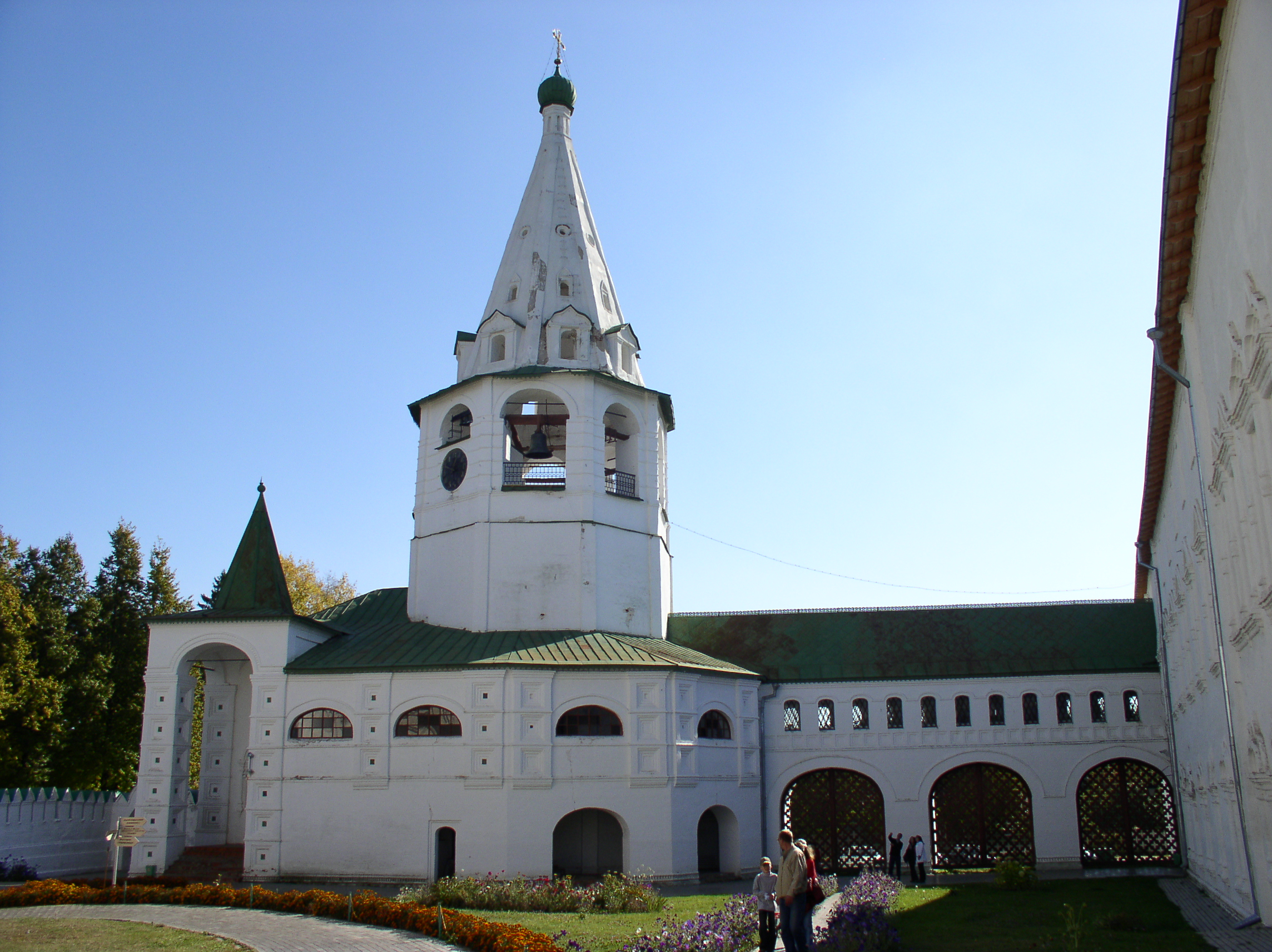
Katedrális harangtornya Szuzdalban.

A Vlagyimiri területen (a 2010. évi népszámláláskor) 23 város, 9 városi jellegű település és 2495 falusi település található, mely utóbbiak közül 316 lakatlan. A városi jellegű települések száma 1987-ben még 36 volt, a Szovjetunió megszűnése óta azonban sokuk elvesztette e címét és faluvá alakult, Oroszország más területeihez hasonlóan, 2 viszont azóta városi címet kapott.
A 2010. évi népszámlálás adatai szerint a Vlagyimiri területen 78% a városi (városokban vagy városi jellegű településeken élő) népesség aránya. A legnagyobb falu népessége nem éri el az ötezer főt és összesen 6-é éri el a háromezret, melyek együttesen a terület lakosainak 2%-a számára nyújtanak otthont.
A Vlagyimiri terület városai, városi jellegű települései és jelentősebb (háromezer főnél népesebb vagy járási székhely) falusi települései a következők (2010. évi népességükkel):
| Magyar név         | Orosz név        | Rang                     | Város lett | Lélekszám | Közigazgatási beosztás  |
| ------------------ | ---------------- | ------------------------ | ---------- | --------- | ----------------------- |
| Vlagyimir          | Владимир         | város                    | 1108       | 345 373   |                         |
| Gusz-Hrusztalnij   | Гусь-Хрустальный | város                    | 1931       | 60 784    |                         |
| Guszevszkij        | Гусевский        | városi jellegű település |            | 3 134     | Gusz-Hrusztalnij város  |
| Kovrov             | Ковров           | város                    | 1778       | 145 214   |                         |
| Murom              | Муром            | város                    | 862        | 116 075   |                         |
| Raduzsnij          | Радужный         | város                    | 1991       | 18 211    |                         |
| Alekszandrov       | Александров      | város                    | 1778       | 61 551    | Alekszandrovi járás     |
| Karabanovo         | Карабаново       | város                    | 1938       | 14 868    | Alekszandrovi járás     |
| Sztrunyino         | Струнино         | város                    | 1938       | 14 369    | Alekszandrovi járás     |
| Balakirevo         | Балакирево       | városi jellegű település |            | 10 076    | Alekszandrovi járás     |
| Vjaznyiki          | Вязники          | város                    | 1778       | 41 248    | Vjaznyiki járás         |
| Msztyora           | Мстёра           | városi jellegű település |            | 4 859     | Vjaznyiki járás         |
| Nyikologori        | Никологоры       | városi jellegű település |            | 5 486     | Vjaznyiki járás         |
| Gorohovec          | Гороховец        | város                    | 1239       | 14 016    | Gorohoveci járás        |
| Kurlovo            | Курлово          | város                    | 1998       | 6 764     | Gusz-hrusztalniji járás |
| Urselszkij         | Уршельский       | falu                     |            | 3 783     | Gusz-hrusztalniji járás |
| Kameskovo          | Камешково        | város                    | 1951       | 13 103    | Kameskovói járás        |
| Kirzsacs           | Киржач           | város                    | 1778       | 29 965    | Kirzsacsi járás         |
| Melehovo           | Мелехово         | városi jellegű település |            | 7 039     | Kovrovi járás           |
| Pakino             | Пакино           | falu                     |            | 4 605     | Kovrovi járás           |
| Kolcsugino         | Кольчугино       | város                    | 1931       | 45 776    | Kolcsuginói járás       |
| Melenki            | Меленки          | város                    | 1778       | 15 206    | Melenki járás           |
| Petuski            | Петушки          | város                    | 1965       | 15 148    | Petuski járás           |
| Kosztyerevo        | Костерево        | város                    | 1981       | 9 073     | Petuski járás           |
| Pokrov             | Покров           | város                    | 1778       | 17 756    | Petuski járás           |
| Volginszkij        | Вольгинский      | városi jellegű település |            | 6 089     | Petuski járás           |
| Gorogyiscsi        | Городищи         | városi jellegű település |            | 5 628     | Petuski járás           |
| Krasznaja Gorbatka | Красная Горбатка | városi jellegű település |            | 8 885     | Szelivanovói járás      |
| Szobinka           | Собинка          | város                    | 1939       | 19 482    | Szobinkai járás         |
| Lakinszk           | Лакинск          | város                    | 1969       | 15 715    | Szobinkai járás         |
| Sztavrovo          | Ставрово         | városi jellegű település |            | 7 800     | Szobinkai járás         |
| Szudogda           | Судогда          | város                    | 1778       | 11 848    | Szudogdai járás         |
| Andrejevo          | Андреево         | falu                     |            | 3 798     | Szudogdai járás         |
| Golovino           | Головино         | falu                     |            | 4 408     | Szudogdai járás         |
| Muromcevo          | Муромцево        | falu                     |            | 3 019     | Szudogdai járás         |
| Szuzdal            | Суздаль          | város                    | 1024       | 10 535    | Szuzdali járás          |
| Bogoljubovo        | Боголюбово       | falu                     |            | 4 494     | Szuzdali járás          |
| Jurjev-Polszkij    | Юрьев-Польский   | város                    | 1152       | 19 595    | Jurjev-polszkiji járás  |

## Kultúra
A területen a kora középkori orosz egyházi- és városépítészet, ikonfestészet egyedülálló emlékei maradtak fenn. Ezek kulturális értékét nehéz lenne túlbecsülni. Vlagyimir első templomainak építészeti megoldásai a moszkvai Kreml (Moszkva) építőmestereire és közvetve az egész orosz egyházi építészetre hatással voltak. A vidék jelentős idegenforgalmat vonz, az ún. Aranygyűrű városai közül Vlagyimir mellett itt található Jurjev-Polszkij és a híres múzeumváros, Szuzdal is. Vlagyimir és Szuzdal műemlékei közül a legismertebbeket a világörökség részévé nyilvánították.

## Politika, közigazgatás
A Vlagyimiri terület élén a kormányzó áll.
- Nyikolaj Vlagyimirovics Vinogradov: 2000 – 2013
- Szvetlana Jurjevna Orlova: (2013. március 24. – szeptember 23.: mb.) 2013. szeptember 23. – 2018. október 8.
- A 2018. szeptember 9-i kormányzóválasztáson a jelöltek egyike sem szerezte meg a szavazatok 50%-át. A szeptember 23-i második fordulót, ahol csak az első két helyezett indulhatott, Vlagyimir Vlagyimirovics Szipjagin (Liberális-Demokrata Párt) nyerte a hivatalban lévő kormányzó, Szvetlana Jurjevna Orlova (Egységes Oroszország Párt) előtt.[1] Az új kormányzót 2018. október 8-án iktatták be hivatalába.[2]
- Putyin elnök elfogadta Vlagyimir Szipjagin lemondását és mb. kormányzónak kinevezte Alekszandr Alekszandrovics Avgyejevet: 2021. október 4.[3]

A Vlagyimiri terület képviselői a Szövetségi Tanácsban 2005-től: Vagyim Gusztov (Egységes Oroszország Párt) és Jevgenyij Iljuskin (Kommunista Párt).
2006 óta a Vlagyimiri területen 125 helyi önkormányzat működik. Közülük 5 városi körzet (gorodszkoj okrug) és 16 járás (rajon), továbbá 26 városi község (gorodszkoje poszelenyije) és 80 falusi község (szelszkoje poszelenyije).

### Városi körzetek

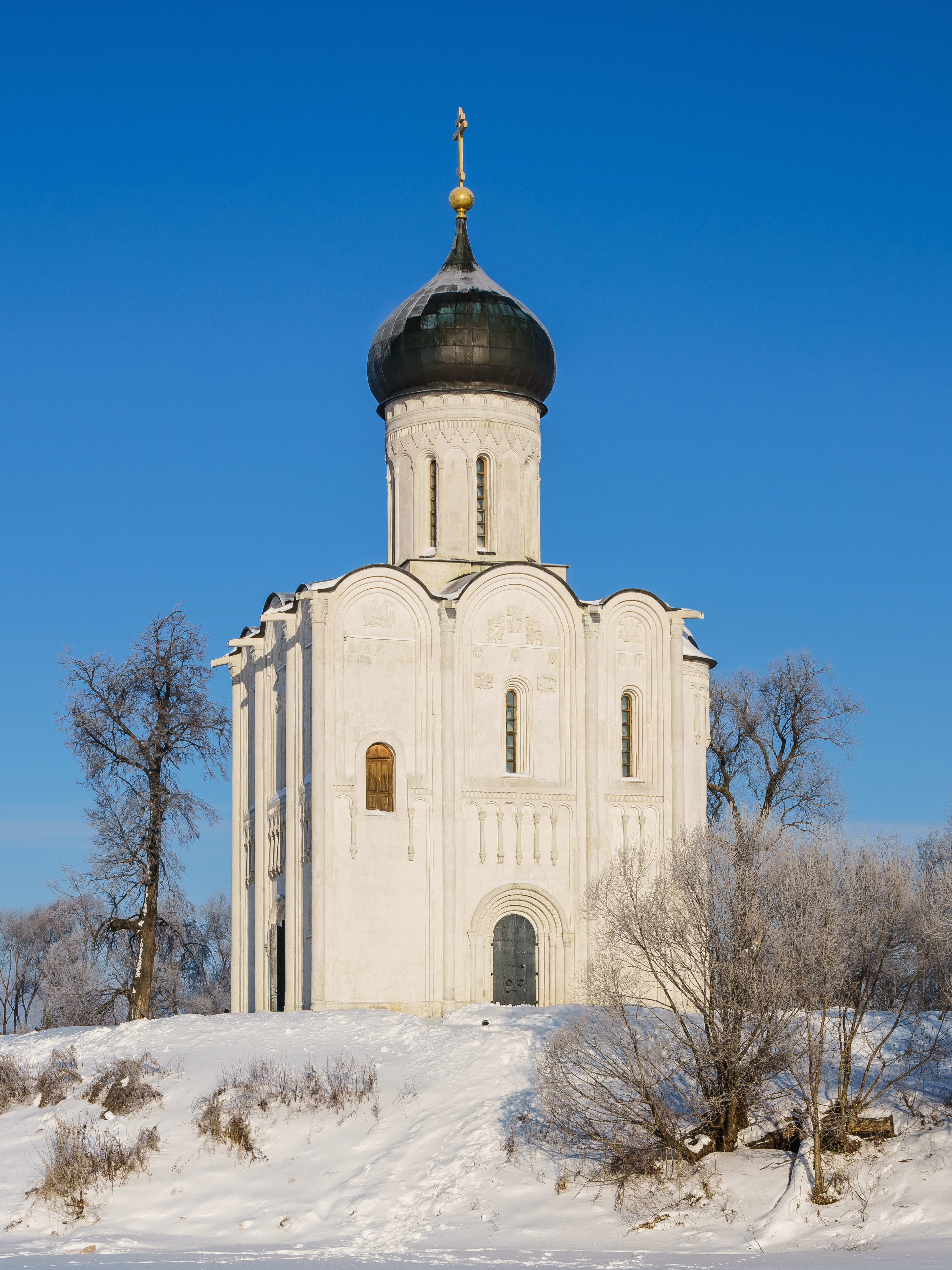
Templom a Nyerl-folyó partján

- Vlagyimir város
- Gusz-Hrusztalnij város
- Kovrov város
- Murom körzet
- Raduzsnij (zárt város)

### Járások
A közigazgatási járások neve, székhelye és 2010. évi népességszáma az alábbi:
| Magyar név              | Orosz név              | Székhely           | Lélekszám |
| ----------------------- | ---------------------- | ------------------ | --------- |
| Alekszandrovi járás     | Александровский район  | Alekszandrov       | 113 900   |
| Gorohoveci járás        | Гороховецкий район     | Gorohovec          | 22 923    |
| Gusz-hrusztalniji járás | Гусь-Хрустальный район | Gusz-Hrusztalnij   | 44 883    |
| Jurjev-polszkiji járás  | Юрьев-Польский район   | Jurjev-Polszkij    | 36 747    |
| Kameskovói járás        | Камешковский район     | Kameskovo          | 30 466    |
| Kirzsacsi járás         | Киржачский район       | Kirzsacs           | 42 159    |
| Kolcsuginói járás       | Кольчугинский район    | Kolcsugino         | 56 351    |
| Kovrovi járás           | Ковровский район       | Kovrov             | 31 477    |
| Melenki járás           | Меленковский район     | Melenki            | 36 464    |
| Muromi járás            | Муромский район        | Murom              | 24 991    |
| Petuski járás           | Петушинский район      | Petuski            | 68 062    |
| Szelivanovói járás      | Селивановский район    | Krasznaja Gorbatka | 18 610    |
| Szobinkai járás         | Собинский район        | Szobinka           | 58 801    |
| Szudogdai járás         | Судогодский район      | Szudogda           | 41 177    |
| Szuzdali járás          | Суздальский район      | Szuzdal            | 44 114    |
| Vjaznyiki járás         | Вязниковский район     | Vjaznyiki          | 80 987    |